# Магеровський Борис Володимирович
Борис Володимирович Магеровський (19 січня 1885, Полтава — серпень 1926 Рівне) — полковник Армії УНР; організатор 3-ї Залізної стрілецької дивізії Армії УНР. Учасник найбільших боїв Армії УНР на російських фронтах.

## Життєпис
1915 р. — прапорщик 239-го піхотного Костянтиноградського полку. Нагороджений орденом Святого Георгія IV ступеня за бій 10 травня—11 травня 1915. Певний час перебував у німецькому полоні.

### Служба в Армії УНР
З 12 березня 1918 р. — командир 5-го Українського (Синьожупанного) полку 2-ї Української (Синьожупанної) дивізії.
1919 р. — помічник командира 1-го Синього полку Дієвої армії УНР (згодом — 7-го Синього полку 3-ї Залізної дивізії). Поранений.
15 серпня 1919 р. — в. о. командира 7-го Синього полку Дієвої армії УНР. У листопаді 1919 р. захворів на тиф.
1920 р. — командир кінної сотні 9-ї бригади 3-ї Залізної дивізії Армії УНР.
З 27 грудня 1920 р. — командир 21-го куреня 7-ї бригади 3-ї Залізної стрілецької дивізії Армії УНР.
Після війни проживав у міжвоєнній Польщі, багато хворів, був самотній. Його доглядав один із парафіян православної громади Рівного.

## Вшанування пам'яті
Похований на парафіяльному кладовищі Здолбунова серед могил звичайних селян і містян. Однак за могилою полковника доглядали ретельніше, ніж за рештою. До 1939 року поховання видатного полтавця впорядковували самі ветерани Армії УНР. Після Другої світової воно втратило доглядачів, адже українські ветерани емігрували далі на захід або були знищені радянськими репресивними органами.
Віднайти могилу вдалося завдяки опитуванню старожилів, яке впродовж 2012–2013 років проводив Здолбунівський районний історико-краєзнавчий музей, а також архівній роботі благодійного фонду "Героїка". Точну дату смерті полковника встановила волонтер «Героїки» Наталія Сьомчик. Допоміг і детальний опис довколишніх поховань (здійснений директором Здолбунівського музею Олегом Тищенком). Результати опису порівняли із записами метричної книги парафіяльного цвинтаря: могила чешки Анешки Крафтової міститься поруч із могилою полковника. Чеська селянка з Борщівців Рівненського повіту Анісія Крафт (вдова) була похована поруч із полковником на третій день після його похоронів (17 серпня 1926 року).
Влітку 2018 р. на могилі Магеровського фонд "Героїка", за підтримки Здолбунівської міської ради та Юрія Шадого, встановив пам'ятник у вигляді петлюрівського хреста. Над виготовлення пам'ятника працював майстер Олег Собченко.